# Aeroportul Bellona/Anua
Aeroportul Bellona/Anua (IATA: BNY, ICAO: AGGB) este un aeroport din Rennell and Bellona Province⁠(d), Insulele Solomon.
Situat la o altitudine de 15 m, aeroportul dispune de o singură pistă.